# Samuel Barber

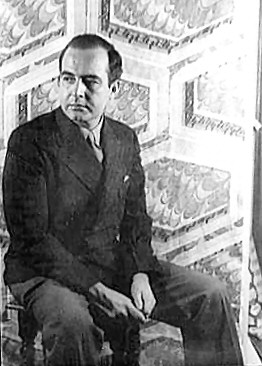
Samuel Barber, fotografiert von Carl van Vechten, 1944

Samuel Barber (* 9. März 1910 in West Chester, Pennsylvania; † 23. Januar 1981 in New York) war ein US-amerikanischer Komponist.

## Leben
Barber begann im Alter von sieben Jahren zu komponieren. Mit neun erklärte er in einer Mitteilung an seine Mutter:

“[…] I was meant to be a composer, and will be I’m sure. I’ll ask you one more thing.—Don’t ask me to try to forget this unpleasant thing and go play football. […]”

„[…] Meine Bestimmung ist, Komponist zu sein, und ich bin sicher, dass ich das werde. Um eines möchte ich Dich noch bitten: Verlange nicht von mir, diese unerfreuliche Sache zu vergessen und Football spielen zu gehen! […]“

Barber studierte am Curtis Institute of Music in Philadelphia bei Rosario Scalero, bevor er 1935 Mitglied der American Academy in Rom wurde. Im Jahr darauf schrieb er sein Quartett in h-moll, dessen bekannten zweiten Satz er für Streichorchester als Adagio for Strings (UA. 1938 unter Arturo Toscanini) arrangierte. 1941 wurde er in die American Academy of Arts and Letters und 1961 in die American Academy of Arts and Sciences gewählt.
Die Popularität des Adagio hat das restliche Schaffen des Komponisten überstrahlt. Er wird jedoch als einer der talentiertesten amerikanischen Komponisten des 20. Jahrhunderts angesehen. Er vermied den Experimentalismus einiger anderer Komponisten seiner Generation und bevorzugte relativ traditionelle Harmonien und Formen. Sein Werk ist melodiös und wurde oft als die „neuromantische Periode“ in der Musik beschrieben. Keines seiner anderen Werke kam der Popularität des Adagio nahe, aber einige werden noch immer aufgeführt und aufgenommen.
Barbers Lebensgefährte war der Komponist Gian Carlo Menotti.

## Werke
Neben dem Adagio for Strings ist sein bekanntestes Werk die Oper Vanessa nach einem Libretto von Gian Carlo Menotti, uraufgeführt am 15. Januar 1958 in der Metropolitan Opera in New York. Gian Carlo Menotti verfasste auch das Libretto zu Samuel Barbers neunminütiger Kurzoper A Hand of Bridge (1959).
Die neue Met im Lincoln Center wurde am 16. September 1966 mit der Uraufführung seiner Oper nach der gleichnamigen Tragödie Antonius und Cleopatra von William Shakespeare eingeweiht.
Von seinen Klavier-Kompositionen ist die Sonate op. 26 die bedeutendste, nicht nur, weil sie seine einzige Auseinandersetzung mit der Zwölftonmusik darstellt, sondern auch aufgrund ihrer enormen Schwierigkeiten für den Pianisten – so vor allem in der auf Wunsch von Vladimir Horowitz (der diese Sonate am 9. Dezember 1949 uraufführte) hinzugefügten vierstimmigen Schluss-Fuge über ein mit zahlreichen Intervall-Sprüngen im schnellen Tempo gespicktes Thema.
Barber wurde mehrmals mit dem Pulitzer-Preis für Musik ausgezeichnet, 1958 für die Oper Vanessa und 1963 für das Klavierkonzert Nr. 1.

### Klaviermusik
- 1949: Klaviersonate op. 26

### Kammermusik
- 1932: Sonate c-Moll op. 6 für Violoncello und Klavier
- 1936: Streichquartett h-Moll op. 11
- 1956: Summer Music op. 31 für Bläserquintett (Flöte, Oboe, Klarinette, Horn, Fagott)

### Werke für Orchester
- 1933: The School for Scandal Ouvertüre op. 5
- 1937: Sinfonie Nr. 1 op. 9[6]
- 1937: First Essay op. 12
- 1938: Adagio for Strings op. 11 (unter anderem verwendet in den Filmen Der Elefantenmensch von David Lynch (1980) und Platoon von Oliver Stone (1986), sowie 1963 in der Radioübertragung anlässlich des Staatsbegräbnisses von John F. Kennedy[7])
- 1939: Violinkonzert op. 14 (verwendet als Filmmusik in The Deep Blue Sea (2011) von Terence Davies)
- 1943: Sinfonie Nr. 2 op. 19
- 1945: Konzert für Violoncello und Orchester a-Moll op. 22
- 1947: Knoxville: Summer of 1915 op. 24 für Orchester und Sopransolo
- 1960: Toccata Festiva für Orgel und Orchester (Auftragsarbeit für die neue Orgel in der Academy of Music (Philadelphia), Uraufführung 30. September 1960)[6]
- 1962: Klavierkonzert op. 38

### Vokalwerke
- 1967: Agnus Dei, Bearbeitung des Adagio for Strings
- 1969: To be sung on the water
- 1971: The Lovers, Vertonung von Pablo Nerudas Zwanzig Liebesgedichte und ein Lied der Verzweiflung

### Werke für Blasorchester
- 1943: Commando March for Band